# Santiago de Mera
Mera o Santiago de Mera (llamada oficialmente Santiago de Mera de Abaixo)  es una parroquia española del municipio de Ortigueira, en la provincia de La Coruña, Galicia.

## Otras denominaciones
La parroquia también se denomina Santiago de Mera de Baixo.

## Localización
Parroquia situada en la cuenca exterior o desembocadura del río Mera, el que la atraviesa de sur a norte y serpentea el suave y hermoso valle de su nombre por donde discurre mansamente formando el viejo meandro conocido como A Illa.
En su tramo final el río atraviesa el lugar conocido como Puente de Mera desembocando plácidamente después de atravesar los lugares conocidos como el Castro –por su margen derecha- y Ferrol Vello –por su margen izquierda- donde converge con el lugar de O Peago, perteneciente a la vecina parroquia de San Adrián de Veiga en el sitio conocido como La Pluma.
Sus límites geográficos son:
- al norte con la parroquia de Veiga;
- al oeste con la parroquia de Montojo perteneciente al Ayuntamiento de Cedeira.
- al sur con la parroquia de Mera de Riba;
- al este con la parroquia de San Claudio y
- al noreste con la ría de Ortigueira.

## Entidades de población
Entidades de población que forman parte de la parroquia:
- A Feira
- A Ferreira (A Ferrería)
- A Pardiñeira
- A Porta do Crego
- As Croas
- As Raíces
- Caparelle
- Casanova[6] (A Casanova)
- Castro[7] (O Castro)
- Cereixal (O Cereixal)
- Corredoira[8] (A Corredoira)
- Estación (A Estación)
- Ferrol Vello
- Forno[9] (O Forno)
- Muiños (Os Muíños)
- Murallón[10] (O Murallón)
- O Lagar
- Outeiro[11] (O Outeiro)
- Painceiras
- Peteiro[12] (O Peteiro)
- Ponte de Mera (A Ponte de Mera). En el INE aparece como Ponte Mera.
- Porteiro
- Reto[13] (O Reto)
- Souto[14] (O Souto)
- Torrente de Baixo (Torrente de Abaixo)
- Torrente de Riba (Torrente de Arriba)
- Veiga[15] (A Veiga)
- Vilar[16] (O Vilar)
- Vilariño

## Despoblados
- Beluz
- Pumariño

## Demografía
| Gráfica de evolución demográfica de Mera de Baixo entre 2000 y 2019 |
|                                                                     |
| Datos según el nomenclátor publicado por el INE.                    |

La población se encuentra diseminada por los distintos lugares de la parroquia, pero con mayor concentración entre las zonas que van desde los lugares situados entre La Estación y Puente de Mera. 

## Monumentos
La iglesia se halla situada en la parte alta del sitio conocido como Outeiro, con planta en forma de cruz latina, y con el cementerio parroquial situado a su izquierda, también en lo alto, desde donde se contemplan preciosas vistas de todo el valle de Mera.